# Alue Lim
Alue Lim is een bestuurslaag in het regentschap Lhokseumawe van de provincie Atjeh, Indonesië. Alue Lim telt 1494 inwoners (volkstelling 2010).